# Phyllostachys aurea
Espèce
Classification phylogénétique

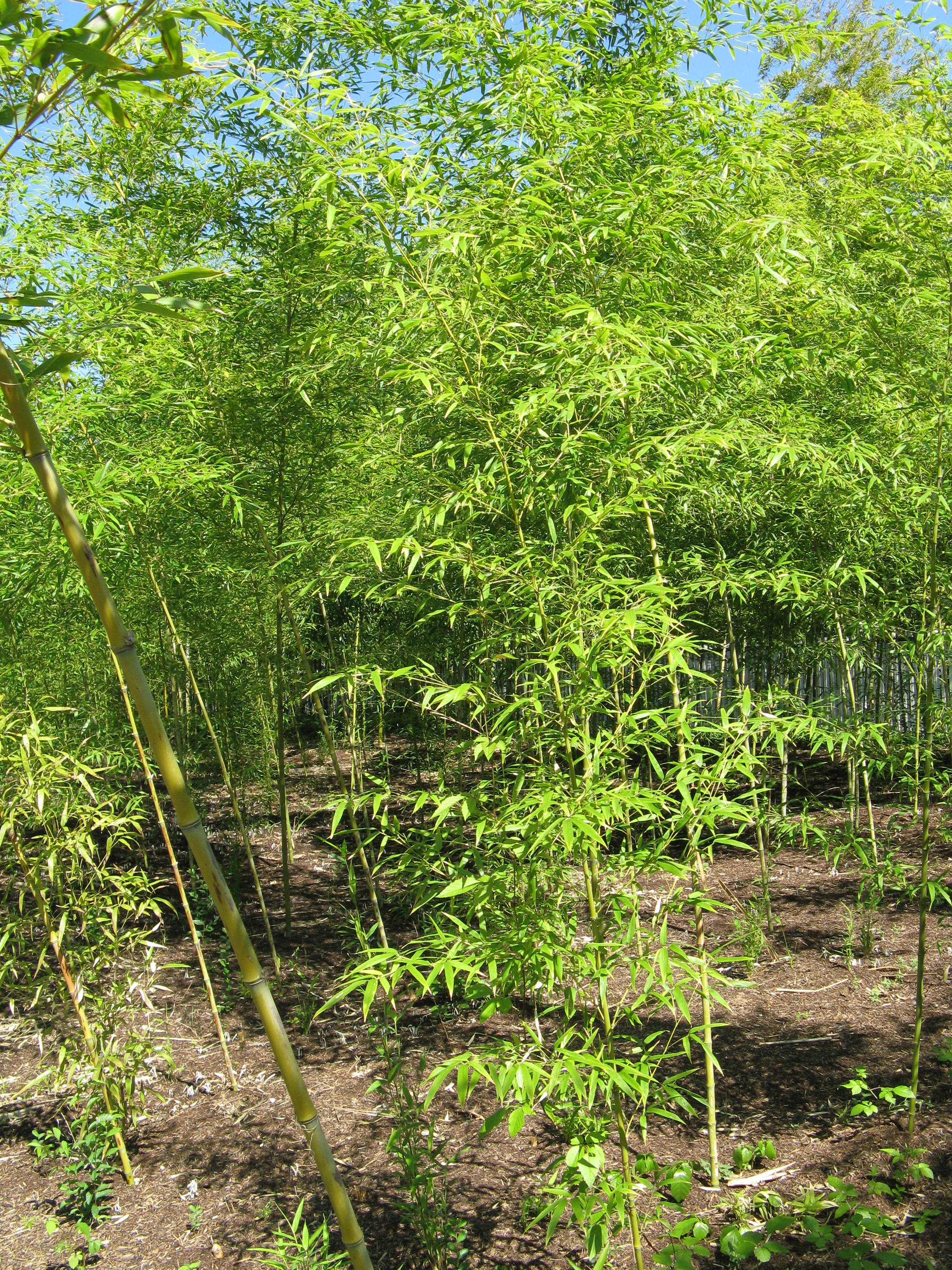
Phyllostachys aurea à Ōsaka

Le Bambou doré (Phyllostachys aurea) est une espèce de bambou originaire du sud-est de la Chine et du Viêt Nam.

## Appellations
En Chine il est appelé 人面竹 (ren mian zhu).
Au Japon il est appelé « Bambou de Hotei » (布袋竹 ( ほていちく ), hotei-chiku). Hotei est un dieu de la chance dans le folklore japonais, représenté sous la forme d'un personnage (Bouddha ou moine) souriant et ventru, caractère évoqué par les entre-nœuds renflés présents à la base de certaines tiges de ce bambou.

## Description

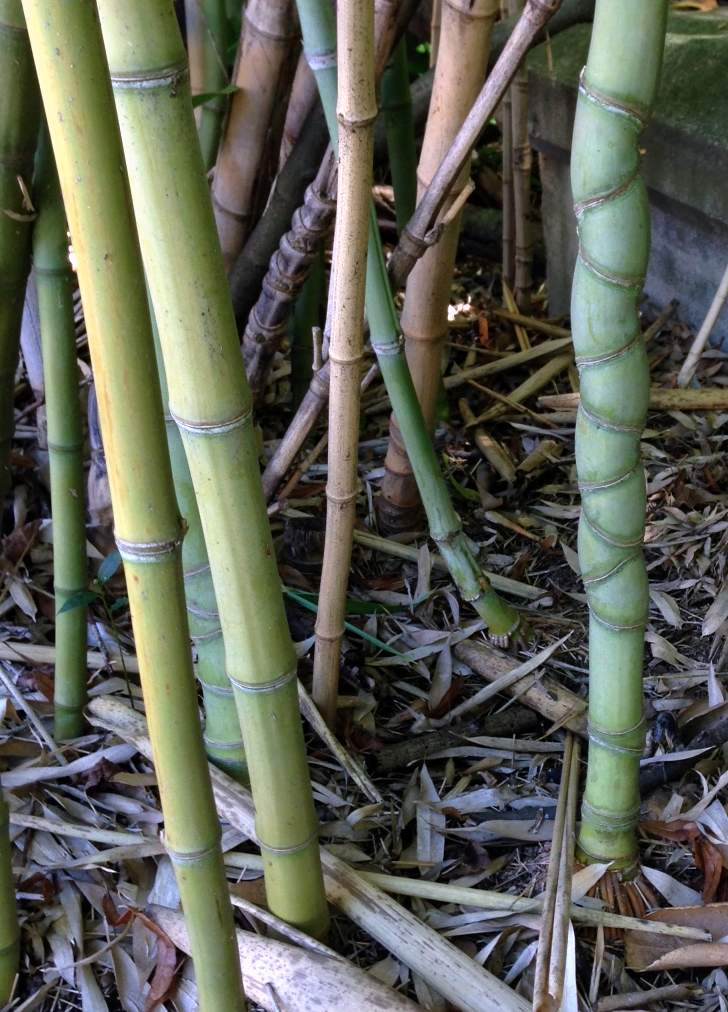
Sur la tige de droite, empilement d'entre-nœuds caractéristiques du Bambou doré

Le Bambou doré peut atteindre 5 à 12 m de haut et ses chaumes (les tiges) ont un diamètre de 2 à 5 cm. Sa caractéristique principale, grâce à laquelle il est aisément reconnaissable, est que certains de ses chaumes (souvent minoritaires au sein du peuplement) présentent des entre-nœuds basaux courts, renflés, avec des nœuds plus ou moins de biais (ce que les descripteurs de cette espèce, messieurs Rivière père et fils, qualifièrent en leur temps de nodosité,).
Comme tous les Phyllostachys, le Bambou doré a ses branches par deux, de taille inégale, sortant aux nœuds des chaumes. Un sillon sur l'entre-nœud est généralement présent.
À l'ombre complète, les chaumes restent verts. En plein soleil, ils virent lentement au jaune au cours des une ou deux premières années, avant de passer à l'orangé au fur et à mesure qu'ils vieillissent.
Il forme des touffes denses et un feuillage vert clair très fourni. Les feuilles ont tendance à croître tout le long du chaume et n'ont pas de lignes ou de stries.
Sur les jeunes chaumes, les gaines caulinaires sont d'un jaune-verdâtre ou d'un brun-rouge pâle puis deviennent rapidement couleur paille. Elles sont ornées de taches sombres de tailles variables. Leur base serait frangée d'une pubescence blanche. Elles n'ont pas d'oreillettes ni de soies. Elles se dessèchent rapidement sur leurs bords en larges plaques.
La ligule est jaune-verdâtre, tronquée ou faiblement convexe à la pointe, très courte (1 à 2 mm), à marge plus longue, ciliée vert pâle. 
Selon Rivière les caractères de la ligule varient selon la position de la gaine sur la tige (en bas ou en haut).
Le limbe imparfait est réfléchi, vert aux marges jaunes, linéaire, plat ou froissé sur les gaines de la partie supérieure du chaume,.

## Taxonomie
L'espèce Phyllostachys aurea a été décrite par Auguste Rivière et son fils Charles en 1878 dans un article intitulé « Les Bambous » et publié dans le Bulletin de la Société nationale d'Acclimatation de France (série 3, tome V, nº11, p. 716),, en citant comme synonyme Bambusa aurea Hort. Ils citent néanmoins M. Carrière comme le botaniste qui aurait proposé l'épithète aurea.
Nota bene : L'International Plant Name Index recense trois occurrences pour le binôme Bambusa aurea, celle des Rivières de 1878 et deux autres de 1866. L'une est attribuée à Siebold ex Miq., la seconde à André. La première, celle de Miquel, donne une description en latin, qui dépeint une plante dont les rameaux sont fasciculés par 6-8, ce qui ne peut donc pas correspondre à un Phyllostachys dont les rameaux sont toujours par deux (rarement par un ou trois). Ce nom n'est d'ailleurs pas retenu comme synonyme de P. aurea Rivière. La deuxième occurrence, le Bambusa aurea André, correspond à une mention et à une description très vague et sans grande valeur taxonomique dans un ouvrage horticole. Elle sert néanmoins de basionyme à Makino (en 1897 puis 1912) et à Ohwi (1931) pour décrire des variétés de Phyllostachys qu'ils placent à l'époque dans l'espèce  P. reticulata. Ces noms de variétés sont aujourd'huimise en synonymie de de P. aurea Rivière et sont même référencées sous le nom (fautif ?) de P. aurea (André) Rivière & C.Rivière par Plants of the World Online.

## Utilisations
On utilise ses chaumes à entre-nœuds irréguliers pour faire des cannes, des manches de parapluie ou encore des cannes à pêche,.
C'est un bambou largement utilisé dans le monde pour son aspect ornemental. On en fait notamment des haies denses.
Ses pousses sont comestibles.

## Répartition
Originaire du sud-est de la Chine et du Viêt Nam, ce bambou a été introduit dans de nombreux pays, principalement dans les zones tempérées : Japon, Nouvelle-Zélande et sud-est de l'Australie, aux États-Unis et au Mexique, en Amérique centrale, Amérique du Sud (hors Amazonie), Europe de l'Ouest. Il est notablement absent ou rare dans la zone équatoriale. Il n'est que très rarement recensé sur le continent Africain, pourtant l'espèce a été décrite à partir de cultures réalisés au Jardin du Hamma près d'Alger.
L'espèce est rare dans le nord de l'Europe : au Royaume-Uni elle est présente principalement à l'Ouest de Londres. En Belgique on ne trouve que quelques rares occurrences. Elle manque complètement dans les pays scandinaves, en Europe centrale et de l'Est.
En France, il est connu au sud de la Loire et en Corse. En Suisse il est présent surtout sur le plateau, plus rarement dans quelques basses vallées. Il est présent au Portugal, en Espagne (notamment sur la côte levantine, comme en Catalogne) et en Italie.
Le Bambou doré est considéré comme envahissant dans certains pays, notamment aux États-Unis, en Italie ou en Australie. Aux États-Unis il colonise des habitats forestiers (forêts de pins, forêts mixtes de chênes et de pins, notamment leurs clairières et lisières) mais aussi dans des prairies.